# Gera
Gera város Németországban, Türingia szövetségi tartományban. 99 262 lakosa van. (2011-es adat)

## Fekvése
Chemnitztől nyugatra fekvő település.

## A város története
A város területe ősidők óta lakott hely volt, amit a város délkeleti részén 1874-ben talált leletek is bizonyítanak, de leletek kerültek elő itt a középső és az utolsó jégkorszak, valamint a bronzkorszak idejéből is. Majd 800 körül szorbok költöztek a népvándorlások idején kiürült Saale-Erster vidékére, de a szláv telepeseket igen korán kiszorították innen, és 929-ben az előretörő németek végleg elfoglalták a környéket, majd a vidék védelmére 968-ban emelték Osterstein várát.
A várost 995-ben alapították. Valamikor 1237 előtt városi rangot kapott. 1450-ben a szász-testvérháborúban lerombolták. 1564 óta a város politikai központ. 1764-ben a tűzvész következtében a város leégett. 1892-ben elindult a villamos. Gera 1920-tól lett Türingia tartomány része. A város nagy része elpusztult 1945-ben, a második világháború végén az országot ért bombatámadások során. Németország újraegyesítéséig a város Kelet-Németországhoz tartozott.

## Múzeumok
- Stadtmuseum – Városi múzeum
- Naturkundemuseum – Természettudományi múzeum
- Kunstgalerie (Orangerie) – Művészeti galéria
- Otto-Dix-Haus – Otto Dix háza

## Polgármesterek
- 1795–1824: Dr. J.C.K. Fürbringer
- 1832–1848: Ernst Senf
- 1848–1849: Oscar Henning
- 1849–1865: R. Fürbringer
- 1865–1872: Wilhelm Weber
- 1873–1877: Constantin Sorger
- 1877–1881: Robert Fischer
- 1881–1898: Kurt-Albin Lade
- 1898–1918: Dr. Ludwig Ernst Huhn
- 1918–1925: Dr. Kurt Herrfurth
- 1925–1933: Walter Arnold
- 1933–1936: Walter Kießling
- 1936–1945: Otto Zinn
- 1945: Dr. Rudolf Paul
- 1945–1948: Dr. Friedrich Bloch
- 1948–1956: Curt Böhme
- 1956–1958: Otto Aßmann
- 1958–1962: Wilhelm Weber
- 1962–1988: Horst Pohl
- 1988–1990: Horst Jäger
- 1990–1993: Michael Galley
- 1993–1994: Andreas Mitzenheim
- 1994–2006: Ralf Rauch
- 2006–2012: Dr. Norbert Vornehm
- 2012–2018: Dr. Viola Hahn
- 2018–: Julian Vonarb

## Lakosság
| Év                  | Lakosság (fő) |
| ------------------- | ------------- |
| 1852. december 3. ¹ | 13 062        |
| 1855. december 3. ¹ | 13 102        |
| 1861. december 3. ¹ | 14 200        |
| 1864. december 3. ¹ | 15 400        |
| 1867. december 3. ¹ | 16 400        |
| 1871. december 1. ¹ | 17 871        |
| 1875. december 1. ¹ | 20 810        |
| 1880. december 1. ¹ | 27 118        |
| 1885. december 1. ¹ | 34 152        |
| 1890. december 1. ¹ | 39 599        |
| 1895. december 2. ¹ | 43 544        |
| 1900. december 1. ¹ | 45 640        |
| 1905. december 1. ¹ | 47 455        |
| 1910. december 1. ¹ | 49 276        |
| 1916. december 1. ¹ | 46 515        |
| 1917. december 5. ¹ | 44 851        |

| Év                    | Lakosság (fő) |
| --------------------- | ------------- |
| 1919. október 8. ¹    | 73 700        |
| 1925. június 16. ¹    | 81 402        |
| 1933. június 16. ¹    | 83 775        |
| 1939. május 17. ¹     | 83 436        |
| 1945. december 1. ¹   | 88 139        |
| 1946. október 29. ¹   | 89 212        |
| 1950. augusztus 31. ¹ | 98 576        |
| 1955. december 31.    | 98 014        |
| 1960. december 31.    | 101 373       |
| 1964. december 31. ¹  | 106 838       |
| 1971. január 1. ¹     | 111 535       |
| 1975. december 31.    | 115 238       |
| 1981. december 31. ¹  | 126 792       |
| 1985. december 31.    | 131 843       |
| 1988. december 31.    | 134 834       |
| 1989. december 31.    | 132 257       |

¹ Népszámlálás

## Testvérvárosai
- Németország Nürnberg 1988
- Franciaország Saint-Denis 1950
- Bulgária Szliven 1965
- Csehország Plzeň 1970
- Finnország Kuopio 1972
- Románia Temesvár 1984
- Hollandia Arnhem 1987
- Oroszország Rosztov 1987
- USA Fort Wayne 1992
- Lengyelország Skierniewice 1965
- Oroszország Pszkov 1969
- Bosznia-Hercegovina Goražde 2002